# 泉妙院
泉妙院（せんみょういん）は、京都府京都市上京区寺之内通新町西入妙顕寺前町にある日蓮宗の寺院で妙顕寺塔頭。尾形家の菩提寺であった興善院の旧跡にあり、境内には尾形光琳（1658年－1716年）と尾形乾山（1663年－1743年）兄弟等尾形家の墓所がある。莚師法縁(隆源会)。

## 歴史
天明8年（1788年）天明の大火で興善院が焼失する。文政3年（1820年）無住となっていた興善院を本行院の管下とする。文政2年（1819年）酒井抱一が尾形光琳の供養碑を建立した。昭和37年（1962年）尾形家の墓が泉妙院に移設された。

## 参考資料
- 日蓮宗寺院大鑑編集委員会『宗祖第七百遠忌記念出版 日蓮宗寺院大鑑』大本山池上本門寺 (1981年)